# Radstädter Becken
Das Radstädter Becken (auch Altenmarkter Becken) ist ein geomorphologisches Becken im Land Salzburg. Es erstreckt sich von der Wasserscheide bei Eben im Pongau im Westen bis zum Mandlingpass im Osten und reicht im Süden bis Flachau. Es wird von der Enns und ihren Nebenflüssen durchflossen. Das Radstädter Becken gehört zur nördlichen Längsgliederung der Ostalpen und bildet einen Teil der Südgrenze der Salzburger Schieferalpen.